# Walklea rossmaessleri
Walklea rossmaessleri is een slakkensoort uit de familie van de Orculidae. De wetenschappelijke naam van de soort is voor het eerst geldig gepubliceerd in 1838 door Emil Adolf Rossmässler. Het is de enige soort van het geslacht Walklea.

## Kenmerken
Het huisje van Walklea rossmaessleri is conisch of licht eivormig met zeven matig convexe windingen die snel toenemen en van elkaar gescheiden zijn door een diepe hechtdraad. De laatste winding stijgt licht en geleidelijk vanuit de windingas. De huisjes zijn 4,5 tot 4,7 mm hoog en 3,7 tot 3,8 mm in diameter. De opperhuid is matig dik, doorschijnend en uniform hoornkleurig, met een glanzend oppervlak. Vaak is de behuizing echter bedekt met klei en uitwerpselen om te camoufleren. 
De embryonale windingen zijn bijna glad, de volgende windingen zijn regelmatig geribbeld. De ronde mond staat bijna loodrecht op de windingas. De mondranden zijn slechts licht maar scherp naar achteren gekromd. Binnenin wordt een vage witachtige lip gevormd. Door de sterke ontwikkeling van de pariëtale callus is de mond bijna vrij. De mond is versterkt met 9 tot 10 tanden. De juveniele stadia hebben nog geen tanden in de mond ontwikkeld. De navel is gesloten. Het zachte lichaam is licht blauwgrijs, de lange oogdragers zijn donkerder grijs.

### Vergelijkbare soorten
Het huisje van Walklea rossmaessleri lijkt op die van Odontocyclas kokeilii, maar is aanzienlijk groter en de omtrek is licht naar buiten gebogen. De laatste soort heeft ook een open navel en een kleinere, minder prominente laatste winding. Ook ontbreekt de opvallende radiale sculptuur.
Beide soorten verschillen echter aanzienlijk in het seksapparaat. Bij Walklea rossmaessleri is de penisappendix opvallend en veel langer. Bovendien wordt een flagellum gevormd, dat afwezig is in Odontocyclas kokeilii. Aan de andere kant is de epiphallus van deze soort aanzienlijk langer in verhouding tot de penis. Walklea rossmaessleri mist een divertikel aan de stengel van de spermatheca.

## Geografische spreiding en leefgebied
Het verspreidingsgebied van de soort strekt zich uit van het noordoosten van Italië tot het westen van Slovenië. De dieren leven onder stenen en in het bladafval.